# Žarko Muljačić
Žarko Muljačić (Split, 2. listopada 1922. – Zagreb, 6. kolovoza 2009.) hrvatski filolog, hrvatski i njemački sveučilišni profesor te talijanski akademik.

## Životopis

### Obrazovanje
Osnovnu školu i Realnu gimnaziju završio je u Splitu. Diplomirao je romanistiku na Filozofskom fakultetu u Zagrebu 1947., gdje su mu profesori bili akademici Petar Skok i Mirko Deanović. Na istom fakultetu je, pod Deanovićevim vodstvom obranio 1955. doktorsku disertaciju Tomo Basiljević-Bassegli, predstavnik prosvjećenja u Dubrovniku.

### Radni početci
Od 1947. do 1950. radio je kao srednjoškolski profesor u Splitu i Puli. Bio je arhivist Državnog arhiva u Dubrovniku od 1950. do 1953. Prikupljao je građu o hrvatsko-talijanskim i hrvatsko-francuskim književnim vezama u XVIII. i XIX. stoljeću, što je iskoristio za studije o prosvjetiteljstvu u Dalmaciji i ulozi Alberta Fortisa. Usredotočio se na proučavanje oporuka iz 1348. i drugih srednjovjekovnih latinskih, mletačkih i slavenskih dokumenata u kojima su zabilježeni tragovi dubrovačkoga romanskog govora, zapravo labeatskog narječja dalmatskoga, izumrloga u XV. stoljeću.
Istodobno se upoznao sa strukturalizmom, koji je postao jednim od temelja njegove filološke analize. U tom sklopu bio je sklon binarizmu, davši na toj osnovi znatan prinos i romanistici i općenito istraživanjima jezične tipologije, osobito u radovima o klasifikaciji romanskih jezika.

### Sveučilišna karijera
Na Sveučilištu u Zagrebu počeo je raditi 1953., kao asistent na Odsjeku za talijanski jezik i književnost Filozofskog fakulteta. U sklopu istog Sveučilišta premješten je 1956. na novoosnovani Filozofski fakultet u Zadru, kojemu je bio jedan od osnivača i gdje je predavao talijansku, romansku i opću lingvistiku. Za docenta je izabran 1956., habilitirao se 1960. radom Dalmatski elementi u mletački pisanim dubrovačkim dokumentima XIV stoljeća. Prilog raguzejskoj dijakronoj fonologiji i dalmatsko-mletačkoj konvergenciji, za izvanrednog profesora izabran je 1961., a za redovitoga 1965. – 1972. Dekan tog fakulteta bio je 1964. – 1966.
Prešao je 1973. na Berlinsko slobodno sveučilište (Freie Universität Berlin), gdje je do umirovljenja 1988. predavao talijanski, francuski i poredbenu romanistiku.
Objavio je više knjiga, oko 400 znanstvenih priloga, te je sudjelovao s izlaganjima na više od 200 znanstvenih skupova. Ukupna njegova bibliografija iznosi više od 800 jedinica.
Važni su njegovi radovi s područja fonetike i fonologije, morfologije, etimologije, klasifikacije romanskih jezika, dijalektologije, sociolingvistike, jezičnih kontakata, dalmatistike, jezičnih manjina, kulturalne i književne povjesnice.
Bio je dopisni član Jugoslavenske, odnosno Hrvatske akademije znanosti i umjetnosti od 1977., član talijanske jezikoslovne firentinske Accademije della Crusca od 1989., te nacionalne talijanske rimske Accademije dei Lincei od 1996. U svoje redove su ga primili i Società di Linguistica italiana (Rim), Societas Linguistica Europea (Amsterdam), Société de Linguistique Romane (Strasbourg), Società Italiana di Glottologia (Pisa) i dr.

### Priznanja
Sveučilište u Warszawi dodijelilo mu je počasni doktorat (1958.)

### Odlikovanja
- Commendatore dell'Ordine al Merito della Republica Italiana (1971.)[4]
- Grande Ufficiale (I. Classe) dell'Ordine della Stella d'Italia (2004.).[5]
- Red Danice Hrvatske s likom Ruđera Boškovića (1999.).[1]

### Nagrade
- Nagrada grada Zadra (1964.)
- Nagrada Božidar Adžija (1971.)
- Međunarodna nagrada Galileo Galilei (1983.)
- Nagrade Frano Čale za jezikoslovlje (2000.)[4]

## Važnija djela
- Uvod u studij talijanskog jezika i književnosti, Zagreb, 1956.
- Tomo Basiljević-Baselji prestavnik prosvjećenja u Dubrovniku, (primljeno na V skupu, 14. decembra 1956., Odeljenja literatura i jezika Srpske akademija nauka), Beograd: Naučno delo, 1958.
- „Dalmatski elementi u mletački pisanim dubrovačkim dokumentima XIV stoleća. Prilog raguzejskoj dijakronoj fonologiji i dalmatsko-mletačkoj konvergenciji“, Rad JAZU, sv. 327, 1962.
- Fonologia generale e fonologia della lingua italiana, Bologna: il Mulino, 1969. (prvo izdanje: Opća fonologija i fonologija suvremenoga talijanskog jezika, Zagreb: Sveučilište u Zagrebu, 1964; drugo prerađeno i prošireno hrvatsko izdanje: Opća fonologija i fonologija suvremenog talijanskog jezika, Zagreb: Školska knjiga, 1972.)
- Introduzione allo studio della lingua italiana, Torino: Einaudi, 1971.
- Dalmate, u: Pierre Bec, Manuel pratique de philologie romane, tome II, Paris: Picard, 1971.
- Fonologia della lingua italiana, Bologna: il Mulino, 1972.
- „Genetički, tipološki i standardološki kriteriji u klasifikaciji romanskih jezika“, u: Radovi. Razdio lingvističko-filološki, Zadar:  Filozofski fakultet, 1972.
- Fonologia generale, Bologna: il Mulino, 1973.
- Fonología general: revisión crítica de las nuevas corrientes fonológicas, (preveo i dopunio bibliografiju Eduard Feliu), Barcelona: Laia, 1974. (II izdanje: 1982.)
- Scaffale italiano. Avviamento bibliografico allo studio della lingua italiana, Firenze: La Nuova Italia, 1991.
- Putovanja Alberta Fortisa po Hrvatskoj i Sloveniji, 1765-1791, Split: Književni krug, 1996.
- L’italiano e le sue varietà linguistiche, (urednik), Aarau: Verlag für deutsch-italianische Studien Sauerländer, 1998.
- Das Dalmatische: Studien zu einer untergegangeren Sprache, Köln: Böhlau, 2000.
- Problemi manjinskih jezika u romanskim državama u Europi, Rijeka: Maveda, 2007.